# 德赖海德
德赖海德（德語：Dreiheide）是德国萨克森州的市镇，隶属于北萨克森县。总面积为33.61平方千米，截至2023年12月31日总人口为2,107人。